# Список глав государств в 1923 году
| 1922 ← Список глав государств по годам → 1924 |

В списке перечислены лидеры государств по состоянию на 1923 год. В том случае, если ведущую роль в государстве играет коммунистическая партия, указан как де-юре глава государства — председатель высшего органа государственной власти, так и де-факто — глава коммунистической партии.
Если в 1923 году в каком-либо государстве произошла смена руководителя, в списке указываются оба из них. В случае если государство сменило флаг, указываются также оба флага.
Цветом выделены страны, в которых в данном году произошли смены власти вследствие следующих событий:
- Получение страной независимости;
- Военный переворот, революция, всеобщее восстание ;
- Президентские выборы;
- парламентские выборы, парламентский кризис;
- Смерть одного из руководителей страны;
- Иные причины.

## Значимые события
- 4 января — новым премьер-министром Китая назначен генерал Чжан Шаочэн[1];
- 27 января — новым премьер-министром Латвии после отставки Зигфрида Мейеровица стал независимый Янис Паулюкс[2];
- 30 января — премьер-министром Персии после отставки Ахмеда Кавама ас-Салтане стал Мостоуфи оль-Мамалек[3][4];
- 1 февраля — на территории Эр-Рифа, где арабские племена в 1921 году объявили о своей независимости, провозглашена Конфедеративная республика племён Эр-Рифа. Эмир Абд аль-Крим стал главой нового государства[5];
- 9 февраля — Стэнли Брюс сформировал коалиционное правительство Австралии после федеральных выборов декабря 1922 года[6];
- 1 марта — на пост президента Сальвадора вступил Альфонсо Киньонес Молина, представитель правящего семейства Мелендесов-Киньонесов, избранный на этот пост в январе 1923 года[7];
- 2 марта — в Китае лидер Гоминьдана Сунь Ятсен восстановил контроль над Гуанчжоу после разгрома генерала Чэнь Цзюнмина и вновь возглавил правительство на юге страны[1];
- 5 марта — в Норвегии ушло в отставку либеральное правительство Отто Альберта Блера. Новый кабинет сформировал консерватор Отто Бар Хальворсен[8];
- 15 марта — премьер-министром Египта назначен Яхья Ибрагим-паша. Прежний премьер-министр Мухаммед Туафик Назим-паша подал в отставку 9 февраля после конфликта с Великобританией[9];
- 12 апреля — по состоянию здоровья подал в отставку временный президент Парагвая Эусебио Аяла. Новым временным президентом назначен его двоюродный брат министр финансов Хосе Элихио Аяла[10];
- 19 апреля — в Швеции ушло в отставку социал-демократическое правительство Карла Ялмара Брантинга. Новый кабинет сформировал лидер консервативной Национальной партии Эрнст Трюггер[11];
- 22 мая — по состоянию здоровья ушёл в отставку премьер-министр Великобритании Эндрю Бонар Лоу. Его сменил новый лидер Консервативной партии канцлер казначейства Стэнли Болдуин[12];
- 23 мая — в Христиании скончался премьер-министр Норвегии Отто Хальворсен[8][13];
- 28 мая — в Польше ушло в отставку внепарламентские правительство генерала Владислава Сикорского. Новое коалиционное парламентское правительство возглавил лидер партии «Пяст» Винценты Витос[14];
- 30 мая — левый либерал Абрахам Теодор Берге сформировал новое правительство Норвегии[8][13];
- 9 июня — в Болгарии в ходе переворота свергнуто правительство Александра Стамболийского, лидера Болгарского народного земледельческого союза. К власти пришло правое правительство профессора Александра Цанкова[15];
- 13 июня — под давлением Чжилийской клики подал в отставку президент Китая генерал Ли Юаньхун. Обязанности президента перешли к премьер-министру генералу Чжан Шаочэну[1];
- 15 июня — новым премьер-министром Персии стал Хасан Пирния[3][4];
- 23 июня — во время поездки по стране скончался глава Народного правительства Монголии Содномын Дамдинбазар[16];
- 27 июня — представитель Крестьянского союза Зигфрид Анна Мейеровиц вновь сформировал правительство Латвии[2];
- 2 августа
  - в Сан-Франсиско скончался от отравления президент США Уоррен Гардинг. На следующий день вице-президент Калвин Кулидж принёс присягу как 30-й президент США[17];
  - Государственным старейшиной Эстонии стал Константин Пятс[18];
- 13 августа — в условиях всеобщей забастовки ушло в отставку правительство Германии во главе с Вильгельмом Куно. Новый кабинет сформировал лидер Немецкой народной партии Густав Штреземан[19];
- 15 августа — после парламентских выборов 28 июня и заключения Лозаннских соглашений ушло в отставку правительство Турции во главе с Рауфом Орбаем. Новый кабинет сформировал Али Фетхи Окьяр[20];
- 24 августа — в Токио скончался премьер-министр Японии адмирал Томосабуро Като[21];
- 2 сентября — новым премьер-министром Японии назначен адмирал Гомбэй Ямамото[21];
- 9 сентября — подал в отставку и скрылся в британской миссии премьер-министр и исполняющий обязанности президента Китая генерал Чжан Шаочэн. На освободившиеся посты назначен министр внутренних дел Гао Линвэй[1];
- 15 сентября — в Испании в ходе военного переворота свергнуто либерально-демократическое правительство Мануэля Гарсиа Прието. В стране установлена диктатура генерала Мигеля Примо де Риверы[22];
- 28 сентября — на вакантный с июня пост главы Народного правительства Монголии назначен Балингийн Цэрэндорж[16];
- 5 октября — на пост президента Португалии вступил писатель Мануэл Тейшейра Гомиш, представитель правящей Демократической партии[23];
- 10 октября — на пост президента Китая вступил глава Чжилийской клики маршал Цао Кунь[1];
- 12 октября — в Манагуа скоропостижно скончался президент Никарагуа Диего Мануэль Чаморро Боланьос[24];
- 17 октября — вице-президент Никарагуа Бартоломе Мартинес принёс присягу как новый президент страны[24];
- 28 октября — министр обороны генерал Реза Пехлеви назначен новым премьер-министром Персии[3][4];
- 29 октября — Турция провозглашена республикой. Маршал Мустафа Кемаль-паша избран первым президентом Турецкой республики[20];
- 15 ноября — в Португалии ушло в отставку правительство лидера Демократической партии Антониу Мариа да Силвы. Новый кабинет сформировал представитель Республиканской националистической партии Антониу Гинестал Машаду[23]:
- 30 ноября — лидер Партии Центра католик Вильгельм Маркс сформировал новое коалиционное правительство Германии[19];
- 14 декабря — новое правительство Польши сформировал национал-демократ Владислав Грабский[14];
- 18 декабря — в Португалии после попытки государственного переворота 10 декабря ушло в отставку правительство Антониу Гинестала Машаду. Новый кабинет сформировал другой представитель Республиканской националистической партии Алвару ди Каштру[23].

## Азия
|                                                              | Арабские эмираты (протектораты Великобритании)                   |                                                          |                                                                | |                                   |  |
|                                                              |                                                                  | Абу-Даби                                                 | Эмир                                                           | Султан II ибн Зайд аль-Нахайян                                                                                            | 1922—1926                         |  |
|                                                              | Аджман                                                           | Эмир                                                     | Хумайд III ибн Абд аль-Азиз                                    | 1910—1928 |                                   |  |
|                                                              | Дубай                                                            | Шейх                                                     | Саид ибн Мактум                                                | 1912—1958 |                                   |  |
|                                                              | Рас-эль-Хайма                                                    | Эмир                                                     | Султан II ибн Салим                                            | 1921—1948 |                                   |  |
|                                                              | Умм-эль-Кайвайн                                                  | Эмир                                                     | Абдулла бин Рашид Хамад бин Ибрагим                            | 1922—1923 —1929 |                                   |  |
|                                                              | Эль-Фуджайра                                                     | Шейх                                                     | Хамад I бин Абдаллах                                           | 1876—1936 |                                   |  |
|                                                              | Шарджа                                                           | Шейх                                                     | Халид II бин Ахмед                                             | 1914—1924 |                                   |  |
|                                                              | Асир                                                             | Асир                                                     | Эмир                                                           | Мухаммад ибн Али аль-Идриси Али ибн Мухаммед аль-Идриси                                                                   | 1917 — 1923 — 1926                |  |
|                                                              | Афганистан                                                       | Афганистан                                               | эмир                                                           | Аманулла | 1919 — 1926                       |  |
|                                                              | Бахрейн (протекторат Великобритании)                             | Бахрейн (протекторат Великобритании)                     | Хаким                                                          | Иса ибн Али Аль Халифа | 1869—1932                         |  |
|                                                              | Британская Бирма (Шанские княжества)                             |                                                          |                                                                | |                                   |  |
|                                                              |                                                                  | Йонгве                                                   | Саофа                                                          | Сао Монг | 1864—1885, 1897—1926              |  |
|                                                              | Кенгтунг                                                         | Саофа                                                    | Конг Кьо Инталенг                                              | 1895—1935 |                                   |  |
|                                                              | Локсок (Ятсок)                                                   | Саофа                                                    | Хкун Нсок                                                      | 1900—1946 |                                   |  |
|                                                              | Мокме                                                            | Саофа                                                    | Хкун Хконг                                                     | 1915—1959 |                                   |  |
|                                                              | Монгнай                                                          | Саофа                                                    | Хкун Кьо Сам                                                   | 1914—1928 |                                   |  |
|                                                              | Монгпай                                                          | саофа                                                    | Хкун Пин Нья                                                   | 1908—1959 |                                   |  |
|                                                              | Монгпон                                                          | Саофа                                                    | Хкун Ти                                                        | 1860—1928 |                                   |  |
|                                                              | Северное Сенви                                                   | Саофа                                                    | Хом Хпа                                                        | 1915—1959 |                                   |  |
|                                                              | Сипау                                                            | Саофа                                                    | Сао Хке                                                        | 1902—1928 |                                   |  |
|                                                              | Южное Сенви                                                      | Саофа                                                    | Сао Сонг                                                       | 1913—1946 |                                   |  |
|                                                              | Британская Индия                                                 | Британская Индия                                         | Император                                                      | Георг V | 1910—1936                         |  |
| Вице-король                                                  | Британская Индия                                                 | Британская Индия                                         | Руфус Айзекс                                                   | 1921—1926 |                                   |  |
|                                                              |                                                                  | Аджайгарх                                                | Савай махараджа                                                | Бхопал Сингх | 1919—1942                         |  |
|                                                              | Алвар                                                            | Махараджа                                                | Джай Сингх Прабхакар                                           | 1892—1937 |                                   |  |
|                                                              | Алираджпур                                                       | Рана                                                     | Пратап Сингх II                                                | 1891—1941 |                                   |  |
|                                                              | Баони                                                            | Наваб                                                    | Мохаммад Муштак аль-Хасан Хан                                  | 1911—1947 |                                   |  |
|                                                              | Бансвара                                                         | Раджа                                                    | Притви Сингх                                                   | 1913—1944 |                                   |  |
|                                                              | Барвани                                                          | Рана                                                     | Ранджит Сингх                                                  | 1894—1930 |                                   |  |
|                                                              | Барода                                                           | Махараджа                                                | Саяджирао Гаеквад III                                          | 1875—1939 |                                   |  |
|                                                              | Бахавалпур                                                       | Наваб                                                    | Садик Мухаммад Хан V                                           | 1907—1947 |                                   |  |
|                                                              | Башахра                                                          | Раджа                                                    | Падам Сингх                                                    | 1914—1947 |                                   |  |
|                                                              | Бенарес                                                          | Махараджа бахадур                                        | Прабху Нарайян Сингх                                           | 1889—1931 |                                   |  |
|                                                              | Биджавар                                                         | Савай махараджа                                          | Савант Сингх                                                   | 1899—1940 |                                   |  |
|                                                              | Биканер                                                          | Махараджа                                                | Ганга Сингх                                                    | 1887—1943 |                                   |  |
|                                                              | Биласпур (Калур)                                                 | Раджа                                                    | Биджай Чанд                                                    | 1889—1927 |                                   |  |
|                                                              | Бунди                                                            | Махарао раджа                                            | Рагубир Сингх                                                  | 1889—1927 |                                   |  |
|                                                              | Бхавнагар                                                        | Махараджа                                                | Кришна Кумарсинхжи Бхавсинхжи                                  | 1919—1947 |                                   |  |
|                                                              | Бхаратпур                                                        | Махараджа                                                | Кишан Сингх                                                    | 1900—1929 |                                   |  |
|                                                              | Бхопал                                                           | наваб                                                    | Каикхусрау Джахан Бегум                                        | 1901—1926 |                                   |  |
|                                                              | Ванканер                                                         | Махарана радж сахиб                                      | Амарсинхджи Банесинджи                                         | 1881—1947 |                                   |  |
|                                                              | Гангпур                                                          | Раджа                                                    | Бхабани Шанкар Део                                             | 1917—1930 |                                   |  |
|                                                              | Гархвал                                                          | махараджа                                                | Нарендра Шах                                                   | 1913—1946 |                                   |  |
|                                                              | Гвалиор                                                          | Махараджа                                                | Мадхорао Шинде                                                 | 1886—1925 |                                   |  |
|                                                              | Гондал                                                           | Тхакур сахиб                                             | Бхагвацинхжи Саграмсинхджи                                     | 1869—1944 |                                   |  |
|                                                              | Даспалла                                                         | раджа                                                    | Кишор Чандра Део Бханж                                         | 1913—1948 |                                   |  |
|                                                              | Датия                                                            | Махараджа                                                | Говинд Сингх                                                   | 1907—1947 |                                   |  |
|                                                              | Девас младшее                                                    | Махараджа                                                | Малхар Рао                                                     | 1918—1934 |                                   |  |
|                                                              | Девас старшее                                                    | Махараджа                                                | Тукоджи Рао III                                                | 1918—1937 |                                   |  |
|                                                              | Джайпур                                                          | Махараджа савай                                          | Мадхо Сингх II Ман Сингх II                                    | 1922—1948 |                                   |  |
|                                                              | Джанджира                                                        | Наваб                                                    | Мохаммад-Хан II                                                | 1922—1947 |                                   |  |
|                                                              | Джайсалмер                                                       | Махаравал                                                | Джавахир Сингх                                                 | 1914—1947 |                                   |  |
|                                                              | Джалавад (Дрангадхра)                                            | Махараджа                                                | Ганшьямсинхджи Аджитсинхджи                                    | 1918—1942 |                                   |  |
|                                                              | Джамму и Кашмир                                                  | Махараджа                                                | Пратап Сингх                                                   | 1885—1925 |                                   |  |
|                                                              | Джаора                                                           | Наваб                                                    | Мухаммад Ифтихар Али                                           | 1895—1947 |                                   |  |
|                                                              | Дженкантал                                                       | Махараджа                                                | Шанкар Пратап Сингх Дев Махендра                               | 1918—1948 |                                   |  |
|                                                              | Джинд                                                            | Махараджа                                                | Ранбир Сингх                                                   | 1911—1947 |                                   |  |
|                                                              | Джхабуа                                                          | Раджа                                                    | Удай Сингх                                                     | 1895—1942 |                                   |  |
|                                                              | Джунагадх                                                        | Наваб                                                    | Мохаммад Махабат Ханджи III                                    | 1911—1947 |                                   |  |
|                                                              | Джхалавар                                                        | Махараджа                                                | Бхавани Сингх                                                  | 1899—1929 |                                   |  |
|                                                              | Дир                                                              | Наваб                                                    | Аврангзеб Бадшан Хан                                           | 1904—1913, 1914—1925 |                                   |  |
|                                                              | Дхолпур                                                          | Махараджа рана                                           | Удайбхану Сингх                                                | 1911—1947 |                                   |  |
|                                                              | Дунгарпур                                                        | Махараджа                                                | Лакшман Сингх                                                  | 1918—1947 |                                   |  |
|                                                              | Дхар                                                             | Раджа                                                    | Удаджи Радж II Павар                                           | 1898—1926 |                                   |  |
|                                                              | Идар                                                             | Махараджа                                                | Даулат Сингх                                                   | 1911—1931 |                                   |  |
|                                                              | Индаур                                                           | Махараджа                                                | Тукоджи Рао III Холкар XIII                                    | 1903—1926 |                                   |  |
|                                                              | Калат                                                            | Хан                                                      | Махмуд II                                                      | 1893—1931 |                                   |  |
|                                                              | Камбей                                                           | наваб                                                    | Низам ад-Даула Наджм                                           | 1915—1948 |                                   |  |
|                                                              | Капуртхала                                                       | Махараджа                                                | Джагатджит Сингх                                               | 1911—1947 |                                   |  |
|                                                              | Караули                                                          | Махараджа                                                | Бханвар Пал                                                    | 1886—1927 |                                   |  |
|                                                              | Кач                                                              | Махараджа                                                | Кхенгарджи III                                                 | 1875—1942 |                                   |  |
|                                                              | Кишангарх                                                        | Махараджа                                                | Мадан Сингх                                                    | 1900—1926 |                                   |  |
|                                                              | Колхапур                                                         | Махараджа                                                | Раджарам II                                                    | 1922—1940 |                                   |  |
|                                                              | Кота                                                             | Махарао                                                  | Умед Сингх II                                                  | 1889—1940 |                                   |  |
|                                                              | Кочин                                                            | Махараджа                                                | Рама Варма XVI                                                 | 1915—1932 |                                   |  |
|                                                              | Куч-Бихар                                                        | Махараджа                                                | Джагаддипендра Нарайян                                         | 1922—1949 |                                   |  |
|                                                              | Лас Бела                                                         | Хан                                                      | Гулям Мухаммад                                                 | 1921—1937 |                                   |  |
|                                                              | Лохару                                                           | Наваб                                                    | Азиз-уд-Дин Ахмад-Хан                                          | 1920—1926 |                                   |  |
|                                                              | Лунавада                                                         | рана                                                     | Вакхат Сингх                                                   | 1867—1929 |                                   |  |
|                                                              | Майсур                                                           | Махараджа                                                | Кришнараджа Водеяр IV                                          | 1894—1940 |                                   |  |
|                                                              | Макран                                                           | Наваб                                                    | Азам Джан Балох                                                | 1922—1948 |                                   |  |
|                                                              | Малеркотла                                                       | Наваб                                                    | Ахмад Али Хан                                                  | 1908—1947 |                                   |  |
|                                                              | Манди                                                            | Раджа                                                    | Джогиндер Сен                                                  | 1913—1948 |                                   |  |
|                                                              | Манипур                                                          | Махараджа                                                | Чурачандра Сингх                                               | 1918—1941 |                                   |  |
|                                                              | Марвар (Джодхпур)                                                | махараджа                                                | Умайд Сингх                                                    | 1918—1947 |                                   |  |
|                                                              | Мевар (Удайпур)                                                  | Махарана                                                 | Фатех Сингх                                                    | 1884—1930 |                                   |  |
|                                                              | Морви                                                            | Тхакур сахиб                                             | Лахдирджи Вагджи                                               | 1922—1926 |                                   |  |
|                                                              | Мудхол                                                           | Раджа                                                    | Малоджирао IV Радж Горпаде                                     | 1900—1937 |                                   |  |
|                                                              | Набха                                                            | Махараджа                                                | Рипудаман Сингх                                                | 1911—1928 |                                   |  |
|                                                              | Наванагар                                                        | Джам сахеб                                               | Ранджитсинхджи Вибхаджи II                                     | 1907—1933 |                                   |  |
|                                                              | Нарсингхгарх                                                     | Раджа                                                    | Арджун Сингх                                                   | 1896—1924 |                                   |  |
|                                                              | Орчха                                                            | Махараджа                                                | Пратап Сингх                                                   | 1874—1930 |                                   |  |
|                                                              | Паланпур                                                         | Наваб-сахиб                                              | Талей Мухаммад Хан                                             | 1918—1947 |                                   |  |
|                                                              | Панна                                                            | Махараджа                                                | Ядвендра Сингх Джудео                                          | 1902—1947 |                                   |  |
|                                                              | Патиала                                                          | Махараджа                                                | Бхупиндер Сингх                                                | 1900—1938 |                                   |  |
|                                                              | Порбандар                                                        | Махараджа сахиб                                          | Натварсинхджи Бхавсинхджи                                      | 1918—1948 |                                   |  |
|                                                              | Пратабгарх                                                       | Махарават                                                | Рагхунат Сингх                                                 | 1890—1929 |                                   |  |
|                                                              | Пудуккоттай                                                      | Раджа                                                    | Мартанда Бхайрава Тондаймен                                    | 1886—1928 |                                   |  |
|                                                              | Раджгарх                                                         | Раджа                                                    | Бирендра Сингх                                                 | 1916—1936 |                                   |  |
|                                                              | Раджпипла                                                        | Махарана                                                 | Виджайсинхджи                                                  | 1915—1948 |                                   |  |
|                                                              | Радханпуа                                                        | Наваб                                                    | Мохаммад Джалал ад-Дин Хан                                     | 1910—1936 |                                   |  |
|                                                              | Рампур                                                           | наваб                                                    | Хамид Али Хан                                                  | 1889—1930 |                                   |  |
|                                                              | Ратлам                                                           | Махараджа                                                | Саджан Сингх                                                   | 1921—1947 |                                   |  |
|                                                              | Рева                                                             | Махараджа                                                | Гулаб Сингх Джу Део                                            | 1918—1946 |                                   |  |
|                                                              | Савантвади                                                       | Раджа                                                    | Кхем Савант V Бхонсле                                          | 1913—1937 |                                   |  |
|                                                              | Саилана                                                          | Раджа                                                    | Дилип Сингх                                                    | 1919—1948 |                                   |  |
|                                                              | Самтхар                                                          | Махараджа                                                | Бир Сингх                                                      | 1896—1935 |                                   |  |
|                                                              | Сангли                                                           | Рао                                                      | Чинтаман Рао II Дхунди                                         | 1903—1932 |                                   |  |
|                                                              | Сват                                                             | Вали                                                     | Мьянгул Абдул Вадуд                                            | 1918—1947 |                                   |  |
|                                                              | Сирмур                                                           | Махараджа                                                | Амар Пракаш                                                    | 1911—1933 |                                   |  |
|                                                              | Сирохи                                                           | Махарао                                                  | Сапур Рам Сингх                                                | 1920—1946 |                                   |  |
|                                                              | Ситамау                                                          | Раджа                                                    | Радж Рам Сингх II                                              | 1900—1947 |                                   |  |
|                                                              | Сонепур                                                          | Махараджа                                                | Митродайя Сингх Део                                            | 1902—1937 |                                   |  |
|                                                              | Сукет                                                            | Раджа                                                    | Лакшман Сен                                                    | 1919—1947 |                                   |  |
|                                                              | Тонк                                                             | Наваб                                                    | Мухаммад Ибрагим Али Хан                                       | 1867—1930 |                                   |  |
|                                                              | Траванкор                                                        | Махараджа                                                | Мулам Тхирунал Рама Варма V                                    | 1885—1924 |                                   |  |
|                                                              | Трипура                                                          | Махааджа                                                 | Бирендра Кишор Маникья Бикрама Кишор Маникья                   | 1919—1923 —1947 |                                   |  |
|                                                              | Фаридкот                                                         | Махараджа                                                | Хариндер Сингх                                                 | 1918—1947 |                                   |  |
|                                                              | Хаирпур                                                          | Мир                                                      | Али Наваз Хан Талпур                                           | 1921—1935 |                                   |  |
|                                                              | Хайдарабад                                                       | Низам                                                    | Асаф Джах VII                                                  | 1911—1948 |                                   |  |
|                                                              | Харан                                                            | Мир                                                      | Хабибулла                                                      | 1911—1948 |                                   |  |
|                                                              | Хиндол                                                           | раджа                                                    | Наба Кишор Чандра                                              | 1906—1948 |                                   |  |
|                                                              | Хунза                                                            | мир                                                      | Мохаммад Назим Хан                                             | 1892—1938 |                                   |  |
|                                                              | Чамба                                                            | Раджа                                                    | Рам Сингх                                                      | 1919—1935 |                                   |  |
|                                                              | Чаркхари                                                         | Махараджа                                                | Аримардан Сингх                                                | 1920—1941 |                                   |  |
|                                                              | Читрал                                                           | мехтар                                                   | Шуджа уль-Мульк                                                | 1895—1936 |                                   |  |
|                                                              | Чхатарпур                                                        | Махараджа                                                | Вишванатх Сингх                                                | 1895—1932 |                                   |  |
|                                                              | Шахпура                                                          | Раджа                                                    | Нахар Сингх                                                    | 1870—1932 |                                   |  |
|                                                              | Бруней (протекторат Великобритании)                              | Бруней (протекторат Великобритании)                      | Султан                                                         | Мухаммад Джамалуль Алам II                                                                                                | 1906—1924                         |  |
|                                                              | Бутан                                                            | Бутан                                                    | Король                                                         | Угьен Вангчук | 1907—1926                         |  |
|                                                              | Бухарская народная советская республика                          | Бухарская народная советская республика                  | Председатель ЦИК                                               | Порса Ходжаев | 1922—1924                         |  |
| Председатель Совета Народных Назиров                         | Бухарская народная советская республика                          | Бухарская народная советская республика                  | Файзулла Ходжаев                                               | 1920—1924 |                                   |  |
|                                                              | Вьетнам (протекторат Франции Аннам)                              | Вьетнам (протекторат Франции Аннам)                      | Император                                                      | Нгуен Хоанг-тонг | 1916—1925                         |  |
|                                                              | Индонезийские султанаты                                          |                                                          |                                                                | |                                   |  |
|                                                              |                                                                  |                                                          |                                                                | |                                   |  |
|                                                              | Бачан (протекторат Нидерландов)                                  | Султан                                                   | Мухаммад Усман                                                 | 1900—1935 |                                   |  |
|                                                              | Дели (протекторат Нидерландов)                                   | Султан                                                   | Мамун аль-Рашид Перкаша Алам Шах                               | 1873—1924 |                                   |  |
|                                                              | Джокьякарта (протекторат Нидерландов)                            | Султан                                                   | Хаменгкубувоно VIII                                            | 1921—1939 |                                   |  |
|                                                              | Мангкунегаран (протекторат Нидерландов)                          | султан                                                   | Мангкунегара VII                                               | 1916—1944 |                                   |  |
|                                                              | Понтианак (протекторат Нидерландов)                              | Султан                                                   | Мухаммад Алькадри                                              | 1895—1944 |                                   |  |
|                                                              | Саравак (протекторат Великобритании)                             | Раджа                                                    | Чарльз Вайнер Брук                                             | 1917—1946 |                                   |  |
|                                                              | Сиак (протекторат Нидерландов)                                   | Султан                                                   | Зияриф Касим II                                                | 1915—1949 |                                   |  |
|                                                              | Суракарта (протекторат Нидерландов)                              | Сусухунан                                                | Пакубовоно X                                                   | 1893—1939 |                                   |  |
|                                                              | Ирак (протекторат Великобритании)                                | Ирак (протекторат Великобритании)                        | Король                                                         | Фейсал I | 1921—1933                         |  |
| Премьер-министр                                              | Ирак (протекторат Великобритании)                                | Ирак (протекторат Великобритании)                        | Абд аль-Мухсин ас-Саадун Джафар аль-Аскари                     | (1922—1923, 1925—1926, 1928—1929, 1929) (1923—1924, 1926—1928)                                                            |                                   |  |
|                                                              | Иран                                                             | Иран                                                     | Шах                                                            | Ахмад-шах | 1909—1925                         |  |
| Премьер-министр                                              | Иран                                                             | Иран                                                     | Ахмад Кавам Мирза Хасан-хан Мустовфи Хасан Пирния Реза Пехлеви | (1921, 1922—1923, 1942—1943, 1946—1947, 1952) (1910—1911, 1913—1915, 1915, 1918, 1923) (1915, 1920, 1922, 1923) 1923—1925 |                                   |  |
|                                                              | Йеменское королевство                                            | Йеменское королевство                                    | Король                                                         | Яхья бин Мухаммед Хамид-ад-Дин                                                                                            | 1918—1948                         |  |
|                                                              | Йеменские султанаты и шейхства (протекторат Великобритании Аден) |                                                          |                                                                | |                                   |  |
|                                                              |                                                                  | Алави                                                    | Шейх                                                           | Абд аль-Наби ибн Али аль-Алави                                                                                            | 1920—1925                         |  |
|                                                              | Акраби                                                           | Шейх                                                     | Аль-Фадль ибн Абдалла аль-Акраби                               | 1905—1940 |                                   |  |
|                                                              | Аудхали                                                          | султан                                                   | Аль-Касим ибн Хамид                                            | 1900—1928 |                                   |  |
|                                                              | Верхний Аулаки                                                   | Султан                                                   | Салих ибн Абдалла                                              | 1887—1935 |                                   |  |
|                                                              | Верхняя Яфа                                                      | Султан                                                   | Салих II бин Умар аль-Хархара                                  | 1919—1927 |                                   |  |
|                                                              | Дали                                                             | Эмир                                                     | Хайдара бин Насир аль-Амири                                    | 1920—1928 |                                   |  |
|                                                              | Касири                                                           | Султан                                                   | Мансур ибн Галиб                                               | 1880—1929 |                                   |  |
|                                                              | Куайти                                                           | Султан                                                   | Умар ибн Авад аль-Куайти                                       | 1922—1936 |                                   |  |
|                                                              | Лахедж                                                           | Султан                                                   | Абд аль-Карим II ибн Фадл                                      | 1915—1947 |                                   |  |
|                                                              | Мафлахи                                                          | Шейх                                                     | Аль-Касим ибн Абд аль-Рахман                                   | 1920—1967 |                                   |  |
|                                                              | Махра                                                            | Султан                                                   | Абдаллах III бин Иса                                           | 1907—1928 |                                   |  |
|                                                              | Нижний Аулаки                                                    | Султан                                                   | Абу Бакр II ибн Насир аль-Аулаки                               | 1912—1924 |                                   |  |
|                                                              | Нижняя Яфа                                                       | Cултан                                                   | Мухсин II ибн Али аль-Афифи                                    | 1916—1925 |                                   |  |
|                                                              | Фадли                                                            | Cултан                                                   | Хусайн I бин Ахмад                                             | 1907—1924 |                                   |  |
|                                                              | Шаиб                                                             | Шейх                                                     | Мутаххар ибн Мани аль-Саклади                                  | 1915—1935 |                                   |  |
|                                                              | Камбоджа (протекторат Франции)                                   | Камбоджа (протекторат Франции)                           | Король                                                         | Сисоват I | 1904—1927                         |  |
|                                                              | Катар (протекторат Великобритании) (протекторат Франции)         | Катар (протекторат Великобритании) (протекторат Франции) | Эмир                                                           | Абдаллах бин Джасим Аль Тани                                                                                              | 1913—1949                         |  |
|                                                              | Китайская Республика                                             | Китайская Республика                                     | Президент                                                      | Ли Юаньхун Гао Линвэй (и. о.) Цао Кунь                                                                                    | (1916—1917, 1922—1923) 1923 —1924 |  |
| Премьер-министр                                              | Китайская Республика                                             | Китайская Республика                                     | Ван Чжэнтин Чжан Шаоцзэн Гао Линвэй                            | 1922—1923 —1924 |                                   |  |
|                                                              | Кувейт (протекторат Великобритании)                              | Кувейт (протекторат Великобритании)                      | Шейх                                                           | Ахмед аль-Джабер ас-Сабах (Ахмед I)                                                                                       | 1921—1950                         |  |
|                                                              | Луангпхабанг (протекторат Франции)                               | Луангпхабанг (протекторат Франции)                       | Король                                                         | Сисаванг Вонг | 1904—1945                         |  |
|                                                              | Малайские султанаты                                              |                                                          |                                                                | |                                   |  |
|                                                              |                                                                  | Джохор                                                   | Султан                                                         | Ибрагим аль Масихур | 1895—1957                         |  |
|                                                              | Кедах (протекторат Великобритании)                               | Cултан                                                   | Абдул Хамид Халим                                              | 1881—1943 |                                   |  |
|                                                              | Келантан (протекторат Великобритании)                            | Султан                                                   | Исмаил ибн Альмархум                                           | 1920—1944 |                                   |  |
|                                                              | Негери-Сембилан (протекторат Великобритании)                     | Ямтуан бесар                                             | Мухаммад                                                       | 1888—1933 |                                   |  |
|                                                              | Паханг (протекторат Великобритании)                              | Султан                                                   | Абдулла I аль-Мутасим Биллах Шах                               | 1917—1932 |                                   |  |
|                                                              | Перак (протекторат Великобритании)                               | Султан                                                   | Искандар-шах                                                   | 1918—1938 |                                   |  |
|                                                              | Перлис (протекторат Великобритании)                              | Раджа                                                    | Алва                                                           | 1905—1943 |                                   |  |
|                                                              | Селангор (протекторат Великобритании)                            | Султан                                                   | Алааддин Сулейман                                              | 1898—1938 |                                   |  |
|                                                              | Тренгану (протекторат Великобритании)                            | Султан                                                   | Сулайман Бадрул Алам Шах                                       | 1920—1942 |                                   |  |
|                                                              | Мальдивы (протекторат Великобритании)                            | Мальдивы (протекторат Великобритании)                    | султан                                                         | Мухаммад Шамсуддин III | 1893, 1902—1934                   |  |
|                                                              | Монголия                                                         | Монголия                                                 | Богдо-хан                                                      | Богдо-гэгэн VIII | 1911—1924                         |  |
| Лидер народной революции                                     | Монголия                                                         | Монголия                                                 | Сухэ-Батор                                                     | 1921—1923 |                                   |  |
| Председатель ЦК Монгольской народной партии                  | Монголия                                                         | Монголия                                                 | Цэрэн-Очирын Дамбадорж Ажвагийн Данзан                         | 1921—1923 —1924 |                                   |  |
| Премьер-министр                                              | Монголия                                                         | Монголия                                                 | Содномын Дамдинбазар Балингийн Цэрэндорж                       | (1921, 1922—1923) 1923—1928                                                                                               |                                   |  |
|                                                              | Неджд                                                            | Неджд                                                    | Султан                                                         | Абдул-Азиз Аль Сауд | 1921—1926                         |  |
|                                                              | Непал                                                            | Непал                                                    | Король                                                         | Трибхуван | 1911—1955                         |  |
| Премьер-министр                                              | Непал                                                            | Непал                                                    | Чандра Шамшер Рана                                             | 1901—1929 |                                   |  |
|                                                              | Оман (протекторат Великобритании)                                | Оман (протекторат Великобритании)                        | Султан                                                         | Теймур бин Фейсал | 1913—1932                         |  |
|                                                              | Османская империя                                                | Османская империя                                        | Халиф                                                          | Абдул-Меджид II | 1922—1924                         |  |
| Турецкая республика                                          | Турецкая республика                                              | Председатель Великого Национального Собрания Турции      | Мустафа Кемаль                                                 | 1920—1923 |                                   |  |
| Турецкая республика                                          | Турецкая республика                                              | Президент                                                | Мустафа Кемаль                                                 | 1923—1938 |                                   |  |
| Турецкая республика                                          | Турецкая республика                                              | Премьер-министр                                          | Хюсейн Рауф Орбай Али Фетхи Окьяр Исмет Инёню                  | 1922—1923 (1923, 1924—1925) (1923—1924, 1925—1937, 1961—1965)                                                             |                                   |  |
|                                                              | Сиам (Раттанакосин)                                              | Сиам (Раттанакосин)                                      | Король                                                         | Рама VI (Вачиравуд) | 1910—1925                         |  |
|                                                              | Сикким (протекторат Великобритании)                              | Сикким (протекторат Великобритании)                      | Чогьял                                                         | Таши Намгьял | 1914—1963                         |  |
|                                                              | Танну́-Ту́ва                                                       | Танну́-Ту́ва                                               | Председатель Совета министров                                  | Идам Сюрюн Монгуш Буян-Бадыргы                                                                                            | 1922—1923 (1921—1922, 1923—1924)  |  |
| Генеральный секретарь Тувинской народно-революционной партии | Танну́-Ту́ва                                                       | Танну́-Ту́ва                                               | Намачын Курседи Оюн                                            | 1921—1923 —1924 |                                   |  |
|                                                              | Тибет (протекторат Китайской Республики)                         | Тибет (протекторат Китайской Республики)                 | далай-лама                                                     | Тхуптэн Гьяцо (Далай-лама XIII)                                                                                           | 1879—1933                         |  |
|                                                              | Трансиордания (протекторат Великобритании)                       | Трансиордания (протекторат Великобритании)               | Эмир                                                           | Абдалла ибн Хусейн | 1921—1946                         |  |
| Премьер-министр                                              | Трансиордания (протекторат Великобритании)                       | Трансиордания (протекторат Великобритании)               | Али Рида Баша ар-Рикаби Раслан Мазхар Хасан Халид Абу аль-Худа | (1922—1923, 1924—1926) (1921—1922, 1923) (1923—1924, 1926—1931)                                                           |                                   |  |
|                                                              | Хорезмская Социалистическая Советская Республика                 | Хорезмская Социалистическая Советская Республика         | Председатель Президиума Центрального Исполнительного Комитета  | Атаджан Сафаев | 1922—1924                         |  |
| Председатель Совета Народных Назиров                         | Хорезмская Социалистическая Советская Республика                 | Хорезмская Социалистическая Советская Республика         | Бабаджан Атаджанов Саидулла Турсунходжаев                      | 1922—1923 —1924 |                                   |  |
|                                                              | Хиджаз                                                           | Хиджаз                                                   | Король                                                         | Хусейн ибн Али аль-Хашими                                                                                                 | 1916—1924                         |  |
|                                                              | Япония                                                           | Япония                                                   | Император                                                      | Ёсихито (император Тайсё)                                                                                                 | 1912—1926                         |  |
| Премьер-министр                                              | Япония                                                           | Япония                                                   | Томосабуро Като Утида Косай (и. о.) Ямамото Гомбэй             | 1922—1923 (1921, 1923) (1913—1914, 1923—1924)                                                                             |                                   |  |

## Африка
| Флаг               | Страна                                 | Страна                                 | Должность                                    | Имя                                         | Начало и конец срока | Фото |
| ------------------ | -------------------------------------- | -------------------------------------- | -------------------------------------------- | ------------------------------------------- | -------------------- | ---- |
|                    | Аусса                                  | Аусса                                  | султан                                       | Яйо ибн Мухаммад                            | 1902—1927            |      |
|                    | Буганда (протекторат Великобритании)   | Буганда (протекторат Великобритании)   | кабака                                       | Дауди Чва II                                | 1897—1939            |      |
|                    | Бурунди (протекторат Бельгии)          | Бурунди (протекторат Бельгии)          | Мвами (король)                               | Мвамбутса IV                                | 1915—1966            |      |
|                    | Джимма                                 | Джимма                                 | король                                       | Абба Джифар II                              | 1878—1932            |      |
|                    | Египет                                 | Египет                                 | Король                                       | Фуад I                                      | 1922—1936            |      |
| Премьер-министр    | Египет                                 | Египет                                 | Мухаммед Тауфик Назим-паша Яхья Ибрагим-паша | (1920—1921, 1922—1923, 1934—1936) 1923—1924 |                      |      |
|                    | Занзибар (протекторат Великобритании)  | Занзибар (протекторат Великобритании)  | Султан                                       | Халифа ибн Харуб                            | 1911—1960            |      |
|                    | Либерия                                | Либерия                                | Президент                                    | Чарльз Данбэр Кинг                          | 1920—1930            |      |
|                    | Маджиртин (протекторат Италии)         | Маджиртин (протекторат Италии)         | султан                                       | Кисмаан II Осман Махмуд                     | 1860—1927            |      |
|                    | Марокко (протекторат Франции)          | Марокко (протекторат Франции)          | Султан                                       | Мулай Юсуф                                  | 1912—1927            |      |
|                    | Рифская республика                     | Рифская республика                     | Президент (эмир)                             | Абд аль-Крим                                | 1921—1926            |      |
| Премьер-министр    | Рифская республика                     | Рифская республика                     | Хадж Хатми                                   | 1923—1926                                   |                      |      |
|                    | Руанда (протекторат Бельгии)           | Руанда (протекторат Бельгии)           | мвами                                        | Юхи V                                       | 1896—1931            |      |
|                    | Салум (протекторат Франции)            | Салум (протекторат Франции)            | маад                                         | Маава Сему Диуф                             | 1919—1935            |      |
|                    | Свазиленд (протекторат Великобритании) | Свазиленд (протекторат Великобритании) | нгвеньяма (король)                           | Собуза II                                   | 1899—1982            |      |
|                    | Тунис (протекторат Франции)            | Тунис (протекторат Франции)            | Бей                                          | Мухаммад VI аль-Хабиб                       | 1922—1929            |      |
|                    | Эфиопия                                | Эфиопия                                | Императрица                                  | Заудиту                                     | 1916—1930            |      |
| Премьер-министр    | Эфиопия                                | Эфиопия                                | Хабте Гиоргис Динагде                        | 1909—1927                                   |                      |      |
|                    | Южно-Африканский Союз                  | Южно-Африканский Союз                  | Король                                       | Георг VI                                    | 1910—1936            |      |
| Генерал-губернатор | Южно-Африканский Союз                  | Южно-Африканский Союз                  | Артур Коннаутский                            | 1920—1924                                   |                      |      |
| Премьер-министр    | Южно-Африканский Союз                  | Южно-Африканский Союз                  | Ян Смэтс                                     | 1919—1924, 1939—1948                        |                      |      |

## Европа
| Флаг                                     | Страна                                                     | Страна                                                     | Должность                                                       | Имя | Начало и конец срока                                              | Фото |
| ---------------------------------------- | ---------------------------------------------------------- | ---------------------------------------------------------- | --------------------------------------------------------------- | --- | ----------------------------------------------------------------- | ---- |
| Флаг Австрии                             | Австрия                                                    | Австрия                                                    | Федеральный президент                                           | Михаэль Хайниш                                                                                          | 1920—1928                                                         |      |
| Флаг Австрии                             | Австрия                                                    | Австрия                                                    | Федеральный канцлер                                             | Игнац Зейпель                                                                                           | 1922—1924, 1926—1929                                              |      |
|                                          | Албания                                                    | Албания                                                    | Премьер-министр                                                 | Ахмет Зогу                                                                                              | 1922—1924, 1925                                                   |      |
| Флаг Андорры                             | Андорра                                                    | Андорра                                                    | Соправители                                                     | Александр Мильеран, Президент Франции                                                                   | 1920—1924                                                         |      |
| Флаг Андорры                             | Андорра                                                    | Андорра                                                    | Соправители                                                     | Хусти Гвитарт-и-Вилардево, Епископ Урхельский                                                           | 1920—1940                                                         |      |
| Флаг Бельгии                             | Бельгия                                                    | Бельгия                                                    | Король                                                          | Альберт I                                                                                               | 1909—1934                                                         |      |
| Флаг Бельгии                             | Бельгия                                                    | Бельгия                                                    | Премьер-министр                                                 | Жорж Тёнис                                                                                              | 1921—1925, 1934—1935                                              |      |
|                                          | Болгария                                                   | Болгария                                                   | Царь                                                            | Борис III                                                                                               | 1918—1943                                                         |      |
| Премьер-министр                          | Болгария                                                   | Болгария                                                   | Александр Стамболийский Александр Цанков                        | 1919—1923 —1926                                                                                         |                                                                   |      |
|                                          | Великобритания и Ирландия                                  | Великобритания и Ирландия                                  | Король                                                          | Георг V                                                                                                 | 1910—1936                                                         |      |
| Премьер-министр                          | Великобритания и Ирландия                                  | Великобритания и Ирландия                                  | Эндрю Бонар Лоу Стэнли Болдуин                                  | 1922—1923 (1923—1924, 1924—1929, 1935—1937)                                                             |                                                                   |      |
|                                          | Венгрия                                                    | Венгрия                                                    | Регент                                                          | Миклош Хорти                                                                                            | 1920—1944                                                         |      |
| Премьер-министр                          | Венгрия                                                    | Венгрия                                                    | Иштван Бетлен                                                   | 1921—1931                                                                                               |                                                                   |      |
|                                          | Германское государство (Веймарская республика)             | Германское государство (Веймарская республика)             | Рейхспрезидент                                                  | Фридрих Эберт                                                                                           | 1919—1925                                                         |      |
| Рейхсканцлер                             | Германское государство (Веймарская республика)             | Германское государство (Веймарская республика)             | Вильгельм Куно Густав Штреземан Вильгельм Маркс                 | 1922—1923 (1923—1925, 1926—1928)                                                                        |                                                                   |      |
|                                          | Греция                                                     | Греция                                                     | Король                                                          | Георг II                                                                                                | 1922—1924, 1935—1947                                              |      |
| Премьер-министр                          | Греция                                                     | Греция                                                     | Стилианос Гонатас                                               | 1922—1924                                                                                               |                                                                   |      |
| Флаг Дании                               | Дания                                                      | Дания                                                      | Король                                                          | Кристиан X                                                                                              | 1912—1947                                                         |      |
| Флаг Дании                               | Дания                                                      | Дания                                                      | Премьер-министр                                                 | Нильс Томасиус Неергорд                                                                                 | 1920—1924                                                         |      |
|                                          | Ирландское Свободное государство (доминион Великобритании) | Ирландское Свободное государство (доминион Великобритании) | Король                                                          | Георг V                                                                                                 | 1922—1936                                                         |      |
| Генерал-губернатор                       | Ирландское Свободное государство (доминион Великобритании) | Ирландское Свободное государство (доминион Великобритании) | Тимоти Хили                                                     | 1922—1928                                                                                               |                                                                   |      |
| Председатель исполнительного совета      | Ирландское Свободное государство (доминион Великобритании) | Ирландское Свободное государство (доминион Великобритании) | Уильям Томас Косгрейв                                           | 1922—1932                                                                                               |                                                                   |      |
|                                          | Исландия                                                   | Исландия                                                   | Король                                                          | Кристиан X                                                                                              | 1918—1944                                                         |      |
| Премьер-министр                          | Исландия                                                   | Исландия                                                   | Сигюрдюр Эггерс                                                 | 1922—1924                                                                                               |                                                                   |      |
|                                          | Испания                                                    | Испания                                                    | Король                                                          | Альфонсо XIII                                                                                           | 1886—1931                                                         |      |
| Премьер-министр                          | Испания                                                    | Испания                                                    | Мануэль Гарсия Прието Мигель Примо де Ривера                    | (1917, 1917—1918, 1918, 1922—1923) 1923—1930                                                            |                                                                   |      |
|                                          | Италия                                                     | Италия                                                     | Король                                                          | Виктор Эммануил III                                                                                     | 1900—1946                                                         |      |
| Премьер-министр                          | Италия                                                     | Италия                                                     | Бенито Муссолини                                                | 1922—1943                                                                                               |                                                                   |      |
|                                          | Латвия                                                     | Латвия                                                     | Президент                                                       | Янис Чаксте                                                                                             | 1922—1927                                                         |      |
| Премьер-министр                          | Латвия                                                     | Латвия                                                     | Зигфрид Мейеровиц Янис Паулюкс                                  | (1921—1923, 1923—1924) 1923                                                                             |                                                                   |      |
|                                          | Литва                                                      | Литва                                                      | Президент                                                       | Александрас Стульгинскис                                                                                | 1920—1926                                                         |      |
| Премьер-министр                          | Литва                                                      | Литва                                                      | Эрнестас Галванаускас                                           | 1919—1920, 1922—1924                                                                                    |                                                                   |      |
|                                          | Лихтенштейн                                                | Лихтенштейн                                                | Князь                                                           | Иоганн II                                                                                               | 1858—1929                                                         |      |
| Премьер-министр                          | Лихтенштейн                                                | Лихтенштейн                                                | Густав Шедлер                                                   | 1922—1928                                                                                               |                                                                   |      |
| Флаг Люксембурга                         | Люксембург                                                 | Люксембург                                                 | Великая герцогиня                                               | Шарлотта                                                                                                | 1919—1964                                                         |      |
| Флаг Люксембурга                         | Люксембург                                                 | Люксембург                                                 | Премьер-министр                                                 | Эмиль Ройтер                                                                                            | 1918—1925                                                         |      |
| Флаг Монако                              | Монако                                                     | Монако                                                     | Князь                                                           | Луи II                                                                                                  | 1922—1949                                                         |      |
| Флаг Монако                              | Монако                                                     | Монако                                                     | Премьер-министр                                                 | Раймон Ле Бурдон Морис Пьет                                                                             | 1919—1923 —1932                                                   |      |
| Флаг Нидерландов                         | Нидерланды                                                 | Нидерланды                                                 | Королева                                                        | Вильгельмина                                                                                            | 1890—1948                                                         |      |
| Флаг Нидерландов                         | Нидерланды                                                 | Нидерланды                                                 | Премьер-министр                                                 | Шарль Рёйс де Беренбрук                                                                                 | 1918—1925, 1929—1933                                              |      |
| Флаг Норвегии                            | Норвегия                                                   | Норвегия                                                   | Король                                                          | Хокон VII                                                                                               | 1905—1957                                                         |      |
| Флаг Норвегии                            | Норвегия                                                   | Норвегия                                                   | Премьер-министр                                                 | Отто Блер Отто Бар Хальворсен Абрахам Теодор Берге                                                      | 1921—1923 (1920—1921, 1923) 1923—1924                             |      |
| Флаг Польши                              | Польша                                                     | Польша                                                     | Президент                                                       | Станислав Войцеховский                                                                                  | 1922—1926                                                         |      |
| Флаг Польши                              | Польша                                                     | Польша                                                     | Премьер-министр                                                 | Владислав Сикорский Винценты Витос Владислав Грабский                                                   | 1922—1923 (1920—1921, 1923, 1926) (1920, 1923—1925)               |      |
|                                          | Португалия                                                 | Португалия                                                 | Президент                                                       | Антониу Жозе де Алмейда Мануэл Тейшейра Гомиш                                                           | 1919—1923 —1925                                                   |      |
| Премьер-министр                          | Португалия                                                 | Португалия                                                 | Антониу Мария да Силва Антониу Гинештал Машаду Алвару де Каштру | (1920, 1922—1923, 1925, 1925—1926) 1923 (1920, 1923—1924)                                               |                                                                   |      |
|                                          | Румыния                                                    | Румыния                                                    | Король                                                          | Фердинанд I                                                                                             | 1914—1927                                                         |      |
| Премьер-министр                          | Румыния                                                    | Румыния                                                    | Ионел Брэтиану                                                  | 1909—1911, 1914—1918, 1918—1919, 1922—1926, 1927                                                        |                                                                   |      |
| Флаг Сан-Марино                          | Сан-Марино                                                 | Сан-Марино                                                 | Капитаны-регенты                                                | Онофрио Фаттори и Джузеппе Бальдуччи Гоци, Джулиано и Филиппо Муларони Марино Борбикони и Марио Микетти | 1922—1923 —1924                                                   |      |
|                                          | Святой Престол                                             | Святой Престол                                             | Папа                                                            | Пий XI                                                                                                  | 1922—1939                                                         |      |
|                                          | Королевство сербов, хорватов и словенцев                   | Королевство сербов, хорватов и словенцев                   | Король                                                          | Александр I Карагеоргиевич                                                                              | 1921—1934                                                         |      |
| Премьер-министр                          | Королевство сербов, хорватов и словенцев                   | Королевство сербов, хорватов и словенцев                   | Никола Пашич                                                    | 1918, 1921—1924, 1924—1926                                                                              |                                                                   |      |
|                                          | Союз Советских Социалистических Республик                  | Союз Советских Социалистических Республик                  | Председатели ВЦИК                                               | Михаил Калинин (от РСФСР)                                                                               | 1922—1938                                                         |      |
| Григорий Петровский (от Украинской ССР)  | Союз Советских Социалистических Республик                  | Союз Советских Социалистических Республик                  | Председатели ВЦИК                                               | 1920—1938                                                                                               |                                                                   |      |
| Александр Червяков (от Белорусской ССР)  | Союз Советских Социалистических Республик                  | Союз Советских Социалистических Республик                  | Председатели ВЦИК                                               | 1922—1937                                                                                               |                                                                   |      |
| Нариман Нариманов (от Закавказской СФСР) | Союз Советских Социалистических Республик                  | Союз Советских Социалистических Республик                  | Председатели ВЦИК                                               | 1922—1925                                                                                               |                                                                   |      |
| Председатель Совета народных комиссаров  | Союз Советских Социалистических Республик                  | Союз Советских Социалистических Республик                  | Владимир Ленин                                                  | 1923—1924                                                                                               |                                                                   |      |
| Генеральный секретарь ЦК РКП(б)          | Союз Советских Социалистических Республик                  | Союз Советских Социалистических Республик                  | Иосиф Сталин                                                    | 1922—1925                                                                                               |                                                                   |      |
|                                          | Финляндия                                                  | Финляндия                                                  | Президент                                                       | Каарло Юхо Стольберг                                                                                    | 1919—1925                                                         |      |
| Премьер-министр                          | Финляндия                                                  | Финляндия                                                  | Кюёсти Каллио                                                   | 1922—1924, 1925—1926, 1929—1930, 1936—1937                                                              |                                                                   |      |
|                                          | Франция                                                    | Франция                                                    | Президент                                                       | Александр Мильеран                                                                                      | 1920—1924                                                         |      |
| Премьер-министр                          | Франция                                                    | Франция                                                    | Раймон Пуанкаре                                                 | 1912—1913, 1922—1924, 1926—1929                                                                         |                                                                   |      |
|                                          | Чехословакия                                               | Чехословакия                                               | Президент                                                       | Томаш Масарик                                                                                           | 1918—1935                                                         |      |
| Премьер-министр                          | Чехословакия                                               | Чехословакия                                               | Антонин Швегла                                                  | 1922—1926, 1926—1929                                                                                    |                                                                   |      |
| Флаг Швейцарии                           | Швейцария                                                  | Швейцария                                                  | Президент                                                       | Карл Шёрер                                                                                              | 1923                                                              |      |
|                                          | Швеция                                                     | Швеция                                                     | Король                                                          | Густав V                                                                                                | 1907—1950                                                         |      |
| Премьер-министр                          | Швеция                                                     | Швеция                                                     | Карл Брантинг Эрнст Трюгер                                      | (1920, 1921—1923, 1924—1925) 1923—1924                                                                  |                                                                   |      |
|                                          | Эстонская Республика                                       | Эстонская Республика                                       | Государственный старейшина                                      | Юхан Кукк Константин Пятс                                                                               | 1922—1923 (1921—1922, 1923—1924, 1931—1932, 1932—1933, 1933—1934) |      |

## Океания
| Флаг                | Страна                             | Должность                      | Имя                                       | Начало и конец срока | Фото |
| ------------------- | ---------------------------------- | ------------------------------ | ----------------------------------------- | -------------------- | ---- |
|                     | Австралия                          | Король                         | Георг V                                   | 1910—1936            |      |
| Генерал-губернатор  | Австралия                          | Генри Форстер                  | 1920—1925                                 |                      |      |
| Премьер-министр     | Австралия                          | Уильям Моррис Хьюз Стэнли Брюс | 1915—1923 —1929                           |                      |      |
| Флаг Новой Зеландии | Новая Зеландия                     | Король                         | Георг V                                   | 1910—1936            |      |
| Флаг Новой Зеландии | Новая Зеландия                     | Генерал-губернатор             | Джон Рашуорт Джеллико                     | 1920—1924            |      |
| Флаг Новой Зеландии | Новая Зеландия                     | Премьер-министр                | Уильям Мэсси                              | 1912—1925            |      |
| Флаг Тонги          | Тонга (протекторат Великобритании) | Королева                       | Салоте Тупоу III                          | 1918—1965            |      |
| Флаг Тонги          | Тонга (протекторат Великобритании) | Премьер                        | Тевита Туʻивакано Вилиами Тунги Маилефихи | 1912—1923 —1941      |      |

## Северная и Центральная Америка
| Флаг                          | Страна                    | Должность           | Имя                                                                                         | Начало и конец срока                        | Фото |
| ----------------------------- | ------------------------- | ------------------- | ------------------------------------------------------------------------------------------- | ------------------------------------------- | ---- |
|                               | Гаити                     | Президент           | Луи Борно                                                                                   | 1922—1930                                   |      |
| Флаг Гватемалы                | Гватемала                 | Президент           | Хосе Мария Орельяна Пинто                                                                   | 1921—1926                                   |      |
| Флаг Гондураса                | Гондурас                  | Президент           | Рафаэль Лопес Гутьеррес                                                                     | 1920—1924                                   |      |
| Флаг Доминиканской Республики | Доминиканская Республика  | Президент           | Хуан Баутиста Висини Бургос                                                                 | 1922—1924                                   |      |
|                               | Канада                    | Король              | Георг V                                                                                     | 1910—1936                                   |      |
| Генерал-губернатор            | Канада                    | Джулиан Бинг        | 1921—1926                                                                                   |                                             |      |
| Премьер-министр               | Канада                    | Уильям Макензи Кинг | 1921—1926, 1926—1930, 1935—1948                                                             |                                             |      |
|                               | Коста-Рика                | Президент           | Хулио Акоста Гарсиа                                                                         | 1920—1924                                   |      |
|                               | Куба                      | Президент           | Альфредо Сайас-и-Альфонсо                                                                   | 1921—1925                                   |      |
|                               | Мексика                   | Президент           | Альваро Обрегон                                                                             | 1920—1924                                   |      |
|                               | Никарагуа                 | Президент           | Диего Мануэль Чаморро Боланьос Росендо Чаморро Ореамуно (и. о.) Бартоломе Мартинес Гонсалес | 1921—1923 —1925                             |      |
|                               | Панама                    | Президент           | Белисарио Поррас                                                                            | 1912—1916, 1918—1920, 1920—1924             |      |
| Флаг Сальвадора               | Сальвадор                 | Президент           | Хорхе Мелендес Альфонсо Киньонес Молина                                                     | 1919—1923 (1914—1915, 1918—1919, 1923—1927) |      |
|                               | Соединённые Штаты Америки | Президент           | Уоррен Гардинг Калвин Кулидж                                                                | 1921—1923 —1929                             |      |

## Южная Америка
| Флаг           | Страна    | Должность | Имя                                 | Начало и конец срока                          | Фото |
| -------------- | --------- | --------- | ----------------------------------- | --------------------------------------------- | ---- |
| Флаг Аргентины | Аргентина | Президент | Марсело Торкуато де Альвеар         | 1922—1928                                     |      |
| Флаг Боливии   | Боливия   | Президент | Роза Баутиста Саавеедра             | 1921—1925                                     |      |
|                | Бразилия  | Президент | Артур Бернардис                     | 1922—1926                                     |      |
|                | Венесуэла | Президент | Хуан Висенте Гомес                  | 1908—1913, 1922—1929, 1931—1935               |      |
| Флаг Колумбии  | Колумбия  | Президент | Педро Нель Оспина Васкес            | 1922—1926                                     |      |
|                | Парагвай  | Президент | Эусебио Айяла Элихио Айяла          | (1921—1923, 1932—1936) (1923—1924, 1924—1928) |      |
|                | Перу      | Президент | Аугусто Легия                       | 1908—1912, 1919—1930                          |      |
| Флаг Уругвая   | Уругвай   | Президент | Бальтасар Брум Хосе Серрато Бергеро | 1919—1923 —1927                               |      |
| Флаг Чили      | Чили      | Президент | Артуро Алессандри                   | 1920—1924, 1925, 1932—1937                    |      |
| Флаг Эквадора  | Эквадор   | Президент | Хосе Луис Тамайо                    | 1920—1924                                     |      |

## Комментарии
1. ↑  Представитель Демократической партии. Подал в отставку 25 января 1923 года после того, как получил вотум недоверия в 4-м меджлисе. В октябре 1923 года был обвинён в организации покушения на Резу Пехлеви и эмигрировал в Европу. Вернулся в Иран в 1930 году, был вне политики. После отречения Резы Пехлеви был возвращён в политику и в 1942 году вновь возглавил правительство.
2. ↑  Представитель партии Этедалион. Премьер-министр в 1910—1911, 1914—1915 и 1917 годах. Подал в отставку в начале июня после критики в парламенте со стороны сторонников Хассана Модарреса в преддверии парламентских выборов. В 1926 году вновь возглавил правительство.
3. ↑  Представитель партии Конституционалистское движение. Премьер-министр в 1918—1920 и 1922 годах. После отставки отошёл от политики. Скончался в 1935 году в Тегеране.
4. ↑  Военный, бригадный генерал. В 16 лет поступил на службу в персидскую казачью бригаду и к началу 1920-х годов стал её командиром. Организатор переворота 1921 года, после которого получил титул Сардар Сепеха и занял посты министра обороны и командующего армией. С 1921 года находился в провинциях, где подавлял антиправительственные движения и восстанавливал центральную власть. Назначен премьер-министром после возвращения в столицу.
5. ↑  Военный, генерал. Подал в отставку под давлением Чжилийской клики, бежал в Японию, затем вернулся в Китай. Скончался в Тяньцзине в 1928 году.
6. ↑  Исполнял обязанности президента. Чиновник империи Цин, занимал посты в провинции Хубэй. После революции 1911 года отправлен на пенсию, но в 1913 году привлечён для работы в финансовых органах. С 1917 года депутат Национальной ассамблеи. С 1921 года занимал посты министра внутренних дел, министра финансов, министра связи.
7. ↑  Военный, маршал. Глава Чжилийской клики. Участник Китайско-японской войны в 1894 году, затем ближайший сотрудник Юань Шикая. Претендент на пост президента в 1918 году. Добился отставки президента Ли Юаньхуна, путём подкупа депутатов Национальной ассамблеи был избран президентом, после чего 10 октября на поезде в торжественной обстановке прибыл в Пекин.
8. ↑  Официальный титул — Главный администратор. После отставки — на дипломатической работе, занимал посты министра иностранных дел и посла в США. Крупный бизнесмен. В 1949 году отказался эвакуироваться на Тайвань и остался в КНР. Скончался в 1961 году.
9. ↑  Военный, генерал, командир 20-й дивизии. Получил военное образование в Японии, участник революции 1911 года и движения против Юань Шикая. В июне 1923 года стал исполнять обязанности президента и функции главы правительства фактически передал Ли Гэньюаню. Обвинён в злоупотреблениях, подал в отставку и скрылся в британской миссии в Пекине. В 1928 году был убит по приказу маршала Чжан Цзолиня.
10. ↑  И. о. президента с июня 1923 года.
11. ↑  Скончался 20 февраля 1923 года в Урге в возрасте 30 лет простудившись во время проверки караулов. В 1954 году похоронен в мавзолее, в 2004 году перезахоронен.
12. ↑  Скончался 23 июня 1923 года во время поездки по стране в возрасте около 49 лет.
13. ↑  До революции прошёл путь от судебного переводчика до министра иностранных дел в 1913—1915 годах. Близкий сподвижник Сухэ-Батора. Назначен на вакантный с июня пост главы правительства.
14. ↑  Пятый наследственный премьер-министр рода Рана, генерал-фельдмаршал.
15. ↑  Военный, маршал. Единогласно избран Великим национальным собранием Турции после того, как 6 октября 1923 года турецкая армия вошла в Стамбул и была провозглашена Турецкая республика.
16. ↑  1 апреля 1923 года распустил ВНСТ и 28 июня провёл новые выборы. Подал в отставку 13 августа 1923 года после заключения соглашений в Лозанне, открывших дорогу к восстановлению единого турецкого государства. В дальнейшем находился в оппозиции к Кемалю Ататюрку, 10 лет провёл в эмиграции. Поле смерти Ататюрка вернулся в страну, направлен на дипломатическую работу. Скончался в 1964 году в Стамбуле.
17. ↑  Военный, участник революционных событий 1908 года, после которых был назначен военном атташе во Франции. Министр внутренних дел в 1918 году. В 1919—1921 годах находился в изгнании на Мальте. Сподвижник М.Кемаля-паши.
18. ↑  Военный, адмирал. Виконт. Скончался от рака кишечника 24 августа 1923 года.
19. ↑  Военный, адмирал. Премьер-министр в 1913—1914 году. Назначен после землетрясения 1 сентября 1923 года.
20. ↑  Подал в отставку 9 февраля 1923 года после конфликта с Великобританией по поводу титула короля в проекте новой Конституции. В 1934 году вновь назначен премьер-министром.
21. ↑  Министр образования. Назначен на пост королём после отставки кабинета М.Тауфика Назим-паши. Копт, получил образование в Каире. Юрист, профессор, преподаватель, работал в судебных органах. Министр образования в 1919—1920 и 1922—1923 годах. 19 апреля 1923 года была провозглашена новая Конституция, после чего были проведены парламентские выборы.
22. ↑  Лидер Болгарского земледельческого народного союза. Укрепил позиции правительства после победы БНЗС на выборах 22 апреля 1923 года. Свергнут в ходе переворота 9 июня 1923 года, бежал в провинцию. 14 июня 1923 года вызван на переговоры и зверски убит в Славовицах.
23. ↑  Профессор Софийского университета, один из основателей правого Народного сговора (1921). Юрист, экономист, обучался в университетах Софии, Мюнхена, Берлина и Бреслау. Работал в правительственных структурах. В 1919—1920 годах ректор Софийского университета. Один из руководителей переворота 9 июня. 22 сентября сформировал новое правительство и обеспечил победу правительственного Демократического сговора на выборах 18 ноября 1923 года.
24. ↑  Представитель Консервативной партии. Подал в отставку 20 мая 1923 года в связи с тяжёлой болезнью. Отошёл от политики. Скончался в октябре 1923 года в Лондоне от рака горла в возрасте 65 лет.
25. ↑  Представитель Консервативной партии, канцлер казначейства с 1922 года. Возглавил правительство после отставки Эндрю Бонара Лоу, однако Консервативная партия потерпела поражение на парламентских выборах 6 декабря 1923 года.
26. ↑  Беспартийный. Возглавлял коалиционное правительство (Партия Центра, демократы, Немецкая народная партия, Баварская народная партия и беспартийные). Подал в отставку 12 августа 1923 года в условиях безудержной инфляции и всеобщей забастовки. После отставки отошёл от политики, был членом руководства, а с 1926 года — директором трансатлантического пароходного акционерного общества HAPAG. Скончался в 1933 году от инсульта.
27. ↑  Представитель Немецкой народной партии. Сформировал коалиционное правительство («Большая коалиция» — Социал-демократическая партия, Партия Центра, Немецкая народная партия и демократы). Юрист, окончил Берлинский университет, с 1903 года работал в Союзе германских промышленников и был членом Национально-либеральной партии. С 1907 года избирался в рейхстаг. После Ноябрьской революции 1918 года основал Немецкую народную партию. Подал в отставку 23 ноября 1923 года. Сохранил пост министра иностранных дел и занимал его вплоть смерти. Скончался в 1929 году от инсульта.
28. ↑  Представитель католической партии Центра. Сформировал коалиционное правительство правых партий (Партия Центра, Немецкая народная партия, Баварская народная партия и демократы). Католик. Юрист, судья, окончил Боннский университет. Депутат парламента Пруссии в 1899—1918 годах, депутат рейхстага с 1916 года, депутат учредительного собрания. С 1920 председатель Партии Центра и её парламентской фракции.
29. ↑  Журналист, адвокат, уехал из Ирландии, начинал клерком на фабрике в Лондоне, долгое время был депутатом парламента. Предложен на пост генерал-губернатора У.Косгрейвом.
30. ↑  Лидер Либерально-демократической партии. Смещён в ходе военного переворота. Министр юстиции в монархическом правительстве адмирала Х.Аснара (1931). Скончался в 1938 году.
31. ↑  Военный, генерал, генерал-капитан Каталонии. Воевал в Марокко, на Кубе и на Филиппинах. Ночью на 13 сентября 1923 года поднял военный мятеж в Барселоне. 15 сентября был поддержан королём, назначен главой правительства и правящей Военной директории (до 2 декабря 1925 года).
32. ↑  Избран 1-м Сеймом Латвии (93 голоса «за», 6 воздержались) после того, как 7 ноября 1922 года вступила в силу принятая Учредительным собранием Конституция Латвии от 15 февраля 1922 года. Срок полномочий равен сроку полномочий Сейма.
33. ↑  Представитель Крестьянского союза Латвии. Подал в отставку 27 января 1923 года.
34. ↑  Беспартийный, министр транспорта с 1921 года. Из фермерской семьи, окончил Рижский политехнический институт, до 1920 года занимался строительством железных дорог. После отставки оставался министром транспорта до 1925 года. Скончался в 1937 году на своей ферме.
35. ↑  После того, как на выборах 10-11 октября 1922 года был избран 1-й Сейм Литвы, собравшийся 13 ноября, стал временным президентом. Через месяц избран Сеймом на пост президента.
36. ↑  Представитель Либеральной партии Венстре. Подал в отставку 2 марта 1923 года. Скончался в 1927 году.
37. ↑  Представитель Консервативной партии Хейре. Сформировал правительство с опорой на парламентскую коалицию. Скончался от рака 23 мая 1923 года в Христиании в возрасте 50 лет.
38. ↑  Представитель Левой либеральной партии, министр финансов. Историк и писатель. Школьный учитель, депутат с 1892 года, генеральный секретарь Либеральной партии в 1899—1901 годах. С 1909 года член Левой либеральной партии. Министр финансов в 1906—1908 и 1910—1912 годах.
39. ↑  Военный, генерал, глава внепарламентского кабинета. Подал в отставку 26 мая 1923 года под давлением парламентской коалиции. После отставки был генеральным инспектором пехоты, военным министром. Не поддержал переворот 1926 года, в 1928 году эмигрировал во Францию. С 1939 года глава польского правительства в изгнании (Лондон). Погиб в авиационной катастрофе над Гибралтаром в 1943 году.
40. ↑  Лидер партии «Пяст», премьер-министр в 1920—1921 годах. 17 мая «Пяст» и Христианский союз национального единства подписали соглашение о коалиции и сместили правительство Сикорского. 28 октября реорганизовал правительство. 16 ноября, после всеобщей забастовки 5 ноября и массовых волнений, получил вотум доверия (195 против 176) однако вскоре 15 депутатов вышли из правящей партии. 14 декабря 1923 года подал в отставку в условиях сильной инфляции и всеобщего недовольства. В 1926 году вновь возглавил правительство.
41. ↑  Представитель Национально-демократической партии, премьер-министр в 1920 году. До лета 1923 года занимал пост министра финансов. сформировал надпартийное правительство.
42. ↑  Представитель Эволюционистской партии. Истёк 4-летний срок полномочий. В дальнейшем работал в газете «Республика», стал великим магистром масонской ложи. Скончался в 1929 году в Лиссабоне.
43. ↑  Писатель и журналист. После революции 1910 года был послом в Испании и Великобритании. В 1918 году, в период правления Сидониу Паиша, был арестован. Избран президентом 6 августа 1923 года. Срок полномочий — 4 года, до 5 октября 1927 года.
44. ↑  Представитель правящей Демократической партии. В 1925 году вновь занял пост главы правительства.
45. ↑  Представитель Республиканской националистической партии. Окончил Военно-морскую академию, но в 1898 году оставил военную карьеру, работал учителем, служил на муниципальной службе. Депутат с 1919 года, один из основателей РНП как противовеса Демократической партии. Отправлен в отставку парламентом после попытки государственного переворота 10 декабря 1923 года. В 1926 году отошёл от политики, преподавал. Скончался в 1940 году в Сантарене от инфаркта.
46. ↑  Представитель Республиканской националистической партии, премьер-министр в 1920 году.
47. ↑  Пост учреждён. В. И. Ленин назначен на него 2-й сессией ЦИК СССР, однако по болезни не мог исполнять обязанности. Фактически работой правительства руководил А. И. Рыков.
48. ↑  Лидер Социал-демократической партии. После разногласий в правящем лагере вокруг вопроса о государственных пособиях по безработице и отклонении 9 февраля 1923 года соответствующего законопроекта, прервал визит в Париж и вернулся в Стокгольм. Не смог достигнуть соглашения и подал в отставку. В 1924 году вернулся к власти.
49. ↑  Лидер консервативной Национальной партии с 1913 года. Назначен на пост королём после правительственного кризиса. Юрист, адвокат, профессор права Университета Упсалы.
50. ↑  После отставки был директором Банка Эстонии, возглавлял правления ряда фирм. В 1940 году арестован советскими властями. Погиб в 1942 году в Архангельской области.
51. ↑  Государственный старейшина в 1921—1922 годах.
52. ↑  Представитель Националистической партии. Подал в отставку 9 февраля 1923 года после того, как Националистическая партия ослабила своё влияние на федеральных выборах 16 декабря 1922 года. Продолжил активное участие в политической деятельности, был депутатом, министром, представителем в Лиге наций. Скончался в 1952 году в Сиднее в возрасте 90 лет.
53. ↑  Представитель Националистической партии. Рекомендован на пост Уильямом Хьюзом, сформировал коалиционный кабинет с Аграрной партией. Из семьи шотландского происхождения. Юрист, адвокат, участник Первой мировой войны. После возвращения в Австралию вступил в Национальную партию и в 1918 году был избран в парламент. В 1921 году — министр финансов.
54. ↑  Скоропостижно скончался 12 октября 1923 года в Манагуа в возрасте 62 лет.
55. ↑  Министр внутренних дел, представитель правящего клана Чаморро. Исполнял обязанности главы государства до прибытия в столицу вице-президента Б.Мартинеса.
56. ↑  Вице-президент с 1921 года. Скотопромышленник и кофейный плантатор, получил образование в Университете Гранады. В 1919 году привлечён президентом Эмилиано Чаморро к государственной деятельности.
57. ↑  Конституционный президент, представитель правящего семейства Мелендесов-Киньонесов. Истёк четырёхлетний срок полномочий. После отставки существенной роли не играл, скончался в 1953 году.
58. ↑  Представитель правящего семейства Мелендесов-Киньонесов. Президент в 1914—1915 и в 1918—1919 годах. Избран на безальтернативных выборах 14 января 1923 года. Срок полномочий — 4 года, до 1 марта 1927 года.
59. ↑  Неожиданно заболел при возвращении из поездки на Аляску и 27 июля 1923 года было объявлено о пищевом отравлении президента. Скончался 2 августа 1923 года в Сан-Франциско в возрасте 57 лет. Срок президентских полномочий истекал 4 марта 1925 года.
60. ↑  Вице-президент. Принёс 3 августа присягу в Плимуте, где гостил у отца, и повторно 17 августа 1923 года в Вашингтоне. Срок президентских полномочий — до 4 марта 1925 года. Юрист, адвокат, управляющий банком, сенатор, затем губернатор штата Массачусетс (1916—1920).
61. ↑  Близкий сподвижник И.Иригойена, один из основателей Гражданского радикального союза в 1891 году. Юрист, участник заговоров и переворотов 1890,1899 и 1905 годов. Депутат, в 1917 году отправлен послом во Францию. На президентских выборах 2 апреля 1922 года заочно одержал победу над Норберто Пинейро от Национальной концентрации, Карлоса Ибаргурена от Прогрессивно-демократической партии и социалиста Николаса Репетто. В сентябре вернулся в Буэнос-Айрес на французском корабле. Срок полномочий — 6 лет, до 12 октября 1928 года.
62. ↑  Временный президент в период Гражданской войны 1921—1923 годов. Подал в отставку по состоянию здоровья. В 1932 году вернулся на пост в качестве конституционного президента.
63. ↑  Министр финансов с 1920 года, двоюродный брат президента Э.Аялы. Назначен Конгрессом. Временный президент на период проведения новых президентских выборов. Доктор права и социальных наук, преподаватель, учёный. В 1911 году был вынужден эмигрировать в Аргентину, учился в Германии и Швейцарии. В 1920 году вернулся в страну.
64. ↑  Представитель правящей партии «Колорадо». Истёк четырёхлетний срок полномочий. В 1929 году вошёл в состав правящего Национального совета администрации. Застрелился во время военного переворота 31 марта 1933 года.
65. ↑  Представитель правящей партии «Колорадо». Назначен правящим Национальным советом администрации. Инженер, работал в министерстве общественных работ, министерстве внутренних дел.